# Regiment Gwardii Pieszej Koronnej
Le guardie reali della Polonia (note anche come Guardie Reali a Piedi, in polacco Gwardia Piesza Koronna) furono un'unità militare d'élite del Regno di Polonia e della Confederazione polacco-lituano.
Erano direttamente responsabili della protezione del monarca e della sua famiglia.

## Storia
Il primo documento che menziona le Guardie reali polacche risale al regno di Re Giovanni II Casimiro. Nel 1650, il reggimento di recente istituzione, all'epoca sotto il comando di mercenari e comandanti militari stranieri, fu interamente incorporato nelle normali forze armate della confederazione, su cui il sovrano era personalmente responsabile. Le guardie prestarono servizio presso le corti reali di Michele Korybut Wiśniowiecki, Giovanni III Sobieski, Augusto II, Augusto III e l'ultimo re di Polonia Stanislao II Augusto. Il primo comandante in capo del reggimento fu il feldmaresciallo Jakub Henryk Fleming, che ricoprì questo incarico tra il 1717 e il 1732.
La Guardia prestava servizio direttamente sotto il Re e veniva pagata dal Tesoro della repubblica polacco-lituana. A seguito di una riforma e della riorganizzazione effettuata nel 1710, alcune piccole unità che servivano direttamente sotto il monarca furono incorporate nel reggimento delle Guardie reali. Questo atto fu una punizione per essersi schierate con il re Stanislao I Leszczyński e non per Augusto II durante la guerra di successione polacca.

## Dopo la riorganizzazione del 1717

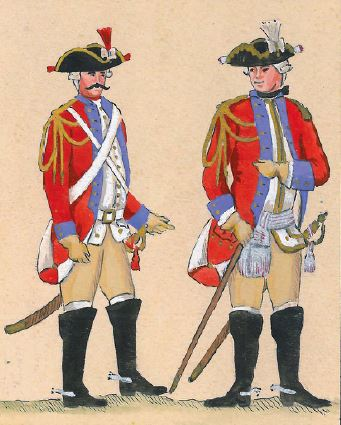
Uniformi delle Guardie Reali del VII secolo

Dopo la riorganizzazione effettuata nel 1717, il reggimento fu considerato come una delle formazioni militari più straordinariamente addestrate, più forti e più grandi della Corona polacca. Dal 1756 il reggimento era costituito sia da reparti di cavalleria che di fanteria. Le guardie eseguivano esercitazioni di fronte al Palazzo di Wilanów, al Palazzo Sassone e al Castello Reale di Varsavia, per il piacere del monarca e forse per spettacolo pubblico o intrattenimento. Poiché i soldati erano responsabili della protezione del palazzo o della residenza reale, erano anche responsabili della protezione del sovrano regnante e della famiglia reale.

## Periodo successivo
Il 3 ottobre 1789,il principe Józef Poniatowski, allora ventiseienne, assunse brevemente il comando delle guardie reali dopo la sua nomina a generale. Molto probabilmente, Poniatowski rimase in carica fino alla primavera del 1790, quando fu inviato in missione diplomatica in Podolia. Per ordine del re Stanislao II Augusto, il 16 giugno 1792, i soldati e gli ufficiali della Guardia Reale furono congedati o trasferiti nel 15º Reggimento, appena creato. Tali azioni furono probabilmente influenzate dalla situazione economica e finanziaria tesa dello Stato.
A seguito di questa decisione, i soldati rimanenti furono inquadrati in due differenti unità di nuova costituzione: un battaglione di granatieri e un battaglione di fucilieri. Le Guardie Reali erano le truppe più addestrate e gli ufficiali erano quelli più eccezionali nell'esercito polacco alla fine del XVIII secolo.
Le Guardie Reali parteciparono attivamente all'insurrezione di Kościuszko e furono responsabili della difesa di Varsavia.

## Uniforme ed equipaggiamento
L'uniforme della Guardia Reale consisteva di un giustacorpo rosso con risvolti bianchi e una veste blu o turchese. Un soldato di fanteria del reggimento era armato con un fucile a pietra focaia con una baionetta inastata, probabilmente proveniente da un modello di fucile prussiano risalente al 1722 e poi potenziato dai sassoni e fabbricato nella città di Suhl. A un ufficiale era richiesto di indossare sempre una spada al suo fianco. I sotto-ufficiali avevano una versione più corta del fucile, e portavano una sciabola cerimoniale e una pistola. Ogni soldato era dotato di uno zaino e di borse, oltre a una cintura di cuoio appesa alla spalla con un inserto di legno. Durante le stagioni più fredde, i soldati ricevettero anche cappotti rossi, simili a quelli indossati dall'esercito britannico.